# Đông Nhi
Mai Hồng Ngọc, bardziej znana jako Đông Nhi (ur. 13 października 1988 w Hanoi) – wietnamska piosenkarka.

## Życiorys
Đông Nhi urodziła się w Hanoi, a wychowała w Ho Chi Minh z rodzicami i siostrą. Studiowała w Liceum Marii Curie w Ho Chi Minh.

## Dyskografia

### Albumy studyjne
- 2010 The First Step
- 2011	The Singer
- 2014 I Wanna Dance
- 2017	Xin Anh Đừng